# Мейнхард I (граф Горицы)

Графство Горица на карте XVIII в. (обозначено голубым цветом)

Мейнхард I (нем. Meinhard I; ок. 1090 — 1142) — граф Горицы, пфальцграф Каринтии и фогт Аквилеи из династии Мейнхардинов.
Сын Генриха I фон Гёрц (ум. 1102) — фогта Аквилеи, внук Маркварда — фогта Аквилеи, первого достоверно известного графа Горицы, упоминаемого 1060/1074.

## Исторические сведения
В 1122 году Мейнхард I наследовал старшему брату Энгельберту I в качестве графа Горицы (возможно, до этого был его соправителем). В то время графство включало Верхний Пустерталь от Иннихена до Лиенца.

## Жёны и дети
Первая жена — Хильдегарда. Сын:
- Генрих II (ум. 1150), граф Горицы.

Вторая жена — Елизавета, дочь графа Бото фон Шварценбург. Дети:
- Энгельберт II (ум. 1191), маркграф Истрии и граф Горицы
- Мейнхард (ум. до 1193), маркграф Истрии, женат на Аделаиде, дочери Альберта фон Балленштедт
- не известная по имени дочь.